# Richard Schorr
Pour les articles homonymes, voir Schorr.
Richard Reinhard Emil Schorr (20 août 1867, Cassel - 21 septembre 1951, Bad Gastein), est un astronome allemand. Le cratère lunaire Schorr (en) et l'astéroïde (1235) Schorria portent son nom.  

## Biographie
Élève de Hugo von Seeliger, de 1889 à 1891, Richard Schorr travaille comme éditeur adjoint au Astronomische Nachrichten, à l'observatoire de Kiel. Schorr est directeur du Hamburger Sternwarte (observatoire de Hambourg) entre 1902 et 1941, à la suite de George Rümker. Entre 1913 et 1920, Schorr, en collaboration avec l'astronome danois Holger Thiele, prend plus de 1700 plaques photographiques qui sont utilisées pour rechercher et déterminer la position de comètes et d'astéroïdes. Ils découvrent 30 astéroïdes et une comète, D/1918 W1 (Schorr), durant cette période.
| (869) Mellena     | 9 mai 1917     |
| (1240) Centenaria | 5 février 1932 |